# Szima Judit
Szima Judit (Debrecen, 1960. február 24. –) rendőr alezredes, a Tettrekész Magyar Rendőrség Szakszervezetének főtitkára.

## Élete
Édesapja egyenruhás rendőrként szolgált évtizedekig. Édesanyja a helyi tsz-ben dolgozott.
A Derecskei Gimnáziumban érettségizett, majd a Debreceni Tanítóképző Főiskola hallgatója lett. 1979-ben elkerült Tolna megyébe, és tanulmányait Kaposvárott folytatta, tanítónői szakképesítést szerzett. 1983-1985-ig Budapestre a Bárczi Gusztáv Gyógypedagógiai Tanárképző Főiskolára járt, ahol gyógypedagógiai tanár képesítést szerzett.
Az EU Parlamenti képviselő választásokon, 2009-ben, a Jobbik színeiben a lista 4. helyén szerepelt (A választás eredményeképpen 3 képviselőt küldhet a Jobbik az Európai Parlamentbe).

## Munkája, tevékenysége
Magyarországon az első, aki rendőr szakszervezetet hozott létre. Érdekképviseleti tevékenységével kapcsolatosan megoszlanak a vélemények. A szakszervezet és a Jobbik Párt közötti szakmai együttműködési szerződést az ügyészség kifogásolta, és annak megszüntetésére kötelezte a feleket.